# Phrynopus wettsteini
Phrynopus wettsteini és una espècie de granota que viu al Perú.